# Matsumuraja urticae
Matsumuraja urticae är en insektsart. Matsumuraja urticae ingår i släktet Matsumuraja och familjen långrörsbladlöss. Inga underarter finns listade i Catalogue of Life.